# Torre de Madrid
La Torre de Madrid è un grattacielo situato a Madrid, in Spagna.

## Descrizione
Misura 142 metri di altezza, ha 36 piani ed è stata costruita tra il 1954 e il 1957. È stata progettato dagli architetti Julián e José María Otamendi Machimbarrena su commissione della Metropolitan Real Estate Agency, per la quale avevano già costruito l'Edificio España.
Si trova a Plaza de España, ed è utilizzato per ospitare uffici e appartamenti. È stato il più alto edificio per uffici nell'Europa occidentale fino al 1967, quando fu superato dalla Torre Sud alta 150 metri a Bruxelles. È stato il più alto edificio di Madrid dal 1957 al 1989, anno in cui venne sorpassato dalla Torre Picasso.